# منارة سبليتروك

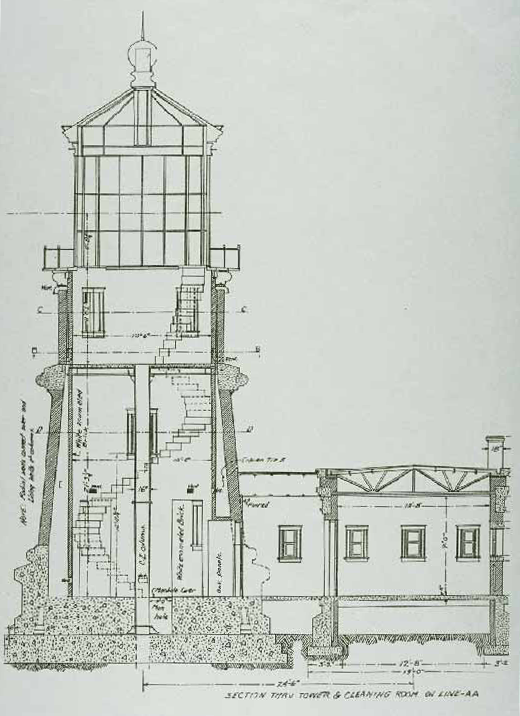
تصميم معماري لمنارة سبليتروك

منارة سبليتروك (بالإنجليزية: Split Rock Lighthouse)‏ هي منارة تقع جنوب غرب مدينة سيلفر باي بولاية مينيسوتا الأميركية، على الشاطئ الشمالي لبحيرة سوبيريور. هيكل المنارة، بما فيه المباني والأرض، صممه مهندس معمار المنائر روسل تينكام واكتملت عام 1910 من قبل خدمة الولايات المتحدة للمنائر بتكلفة 75,000 دولار. وتُعتبر من قبل الكثيرين من أجمل المنائر في الولايات المتحدة.

## معرض

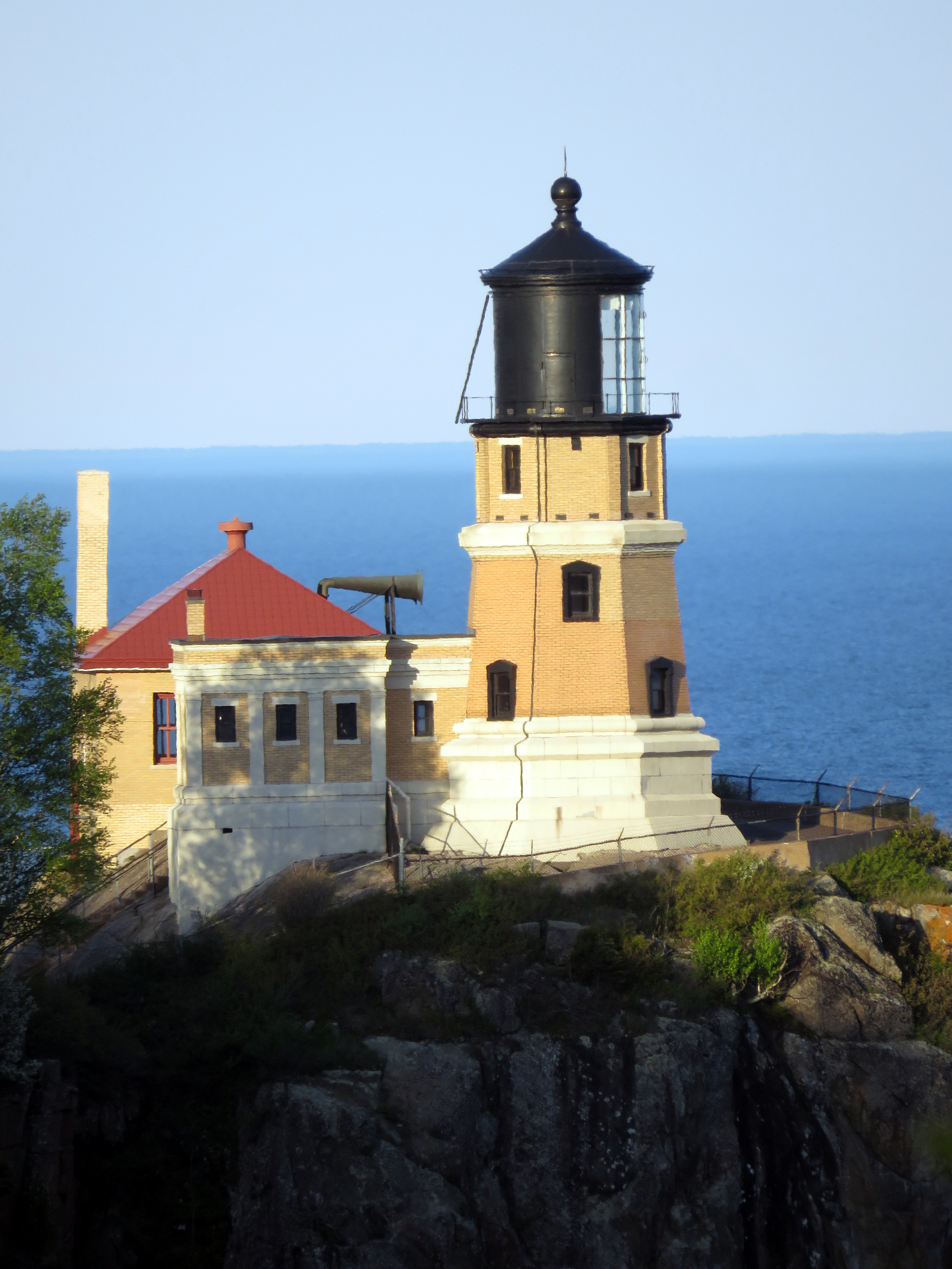
صورة لمنارة سبليتروك التقطت من بعد قبل الغسق بلقيل
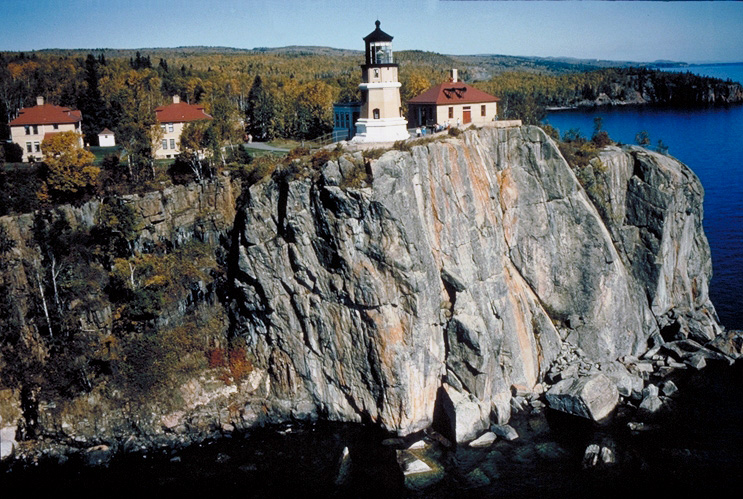
منظر جوي لمنارة سبليتروك
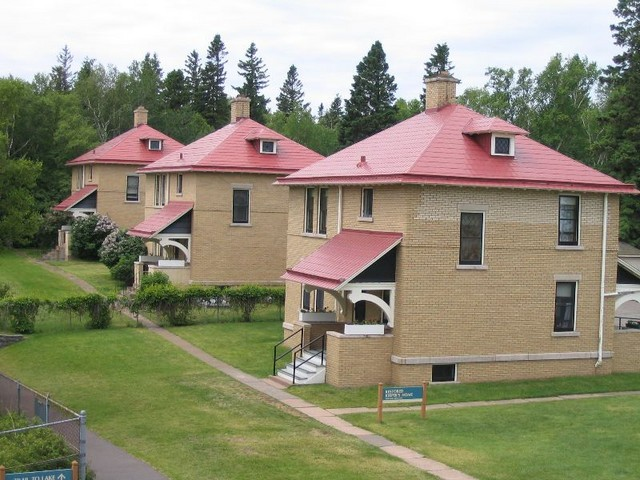
منازل عمال منارة سبليتروك، 2004
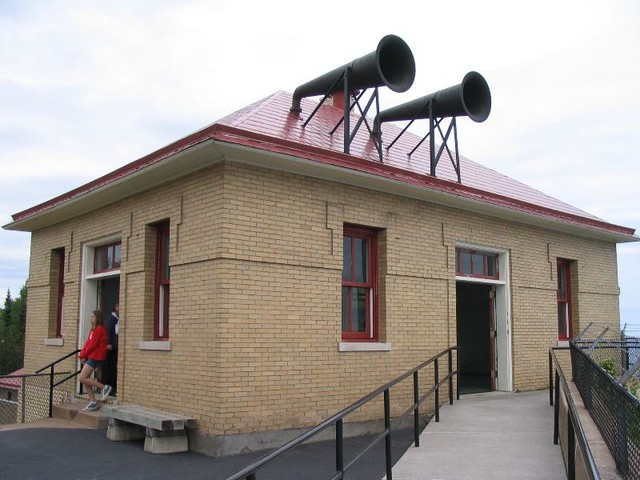
دار تنبيه الضباب بمنارة سبليتروك 2004
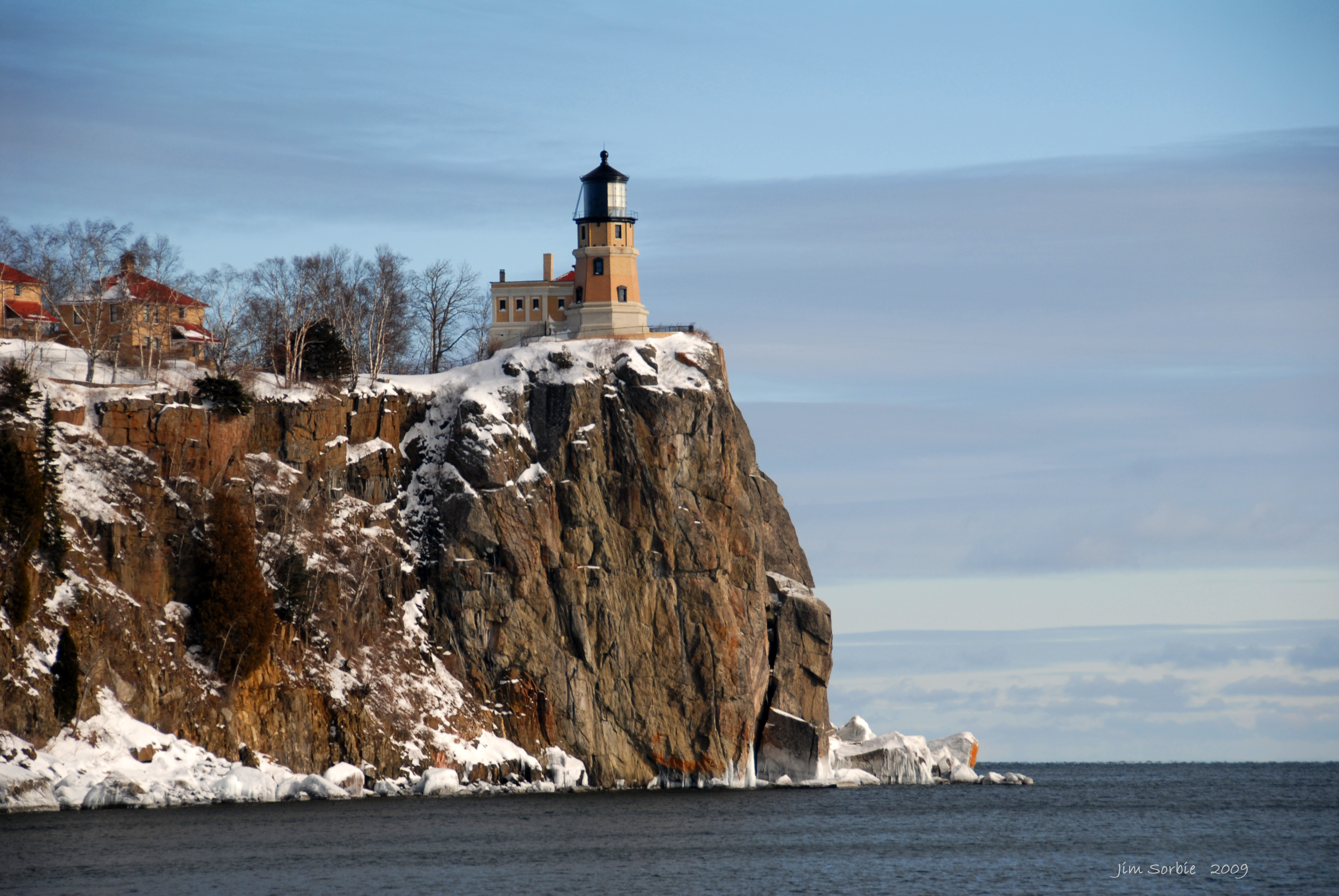
المنارة في الشتاء
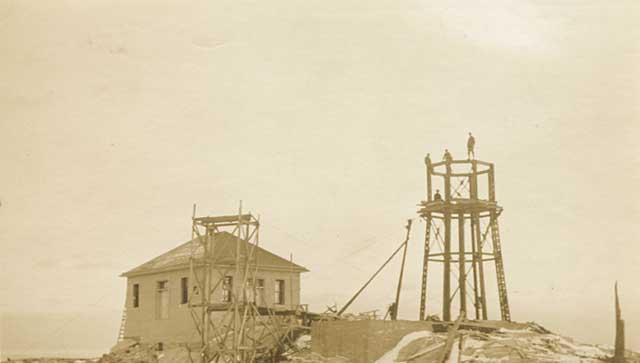
بناء منارة سبليتروك
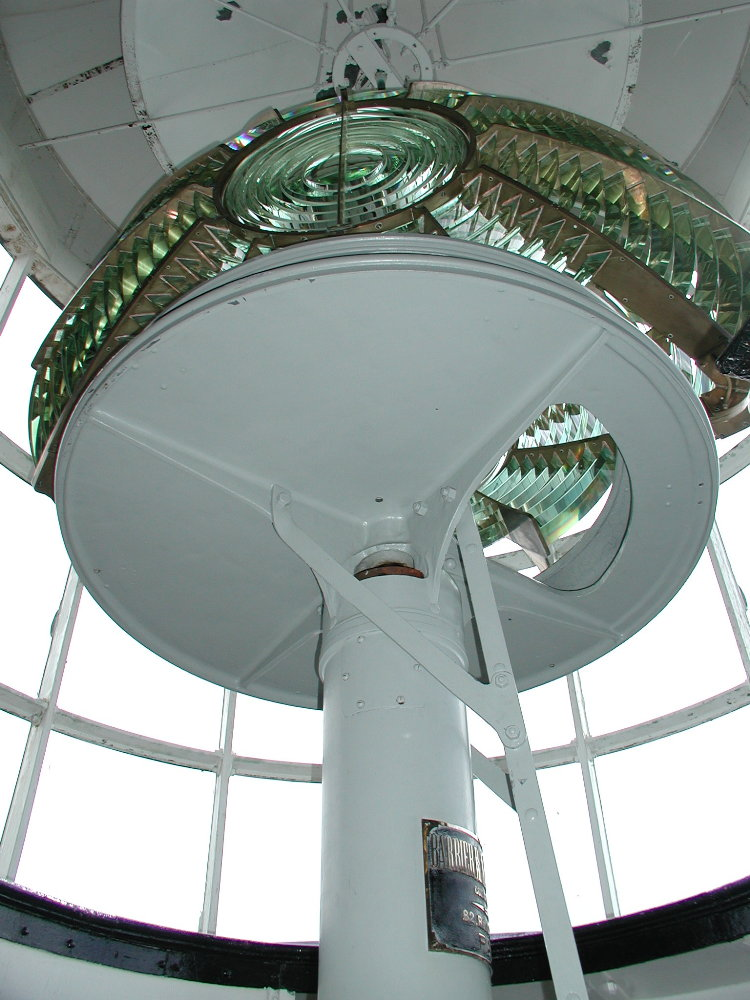
عدسة فرينل من الرتبة الثالثة
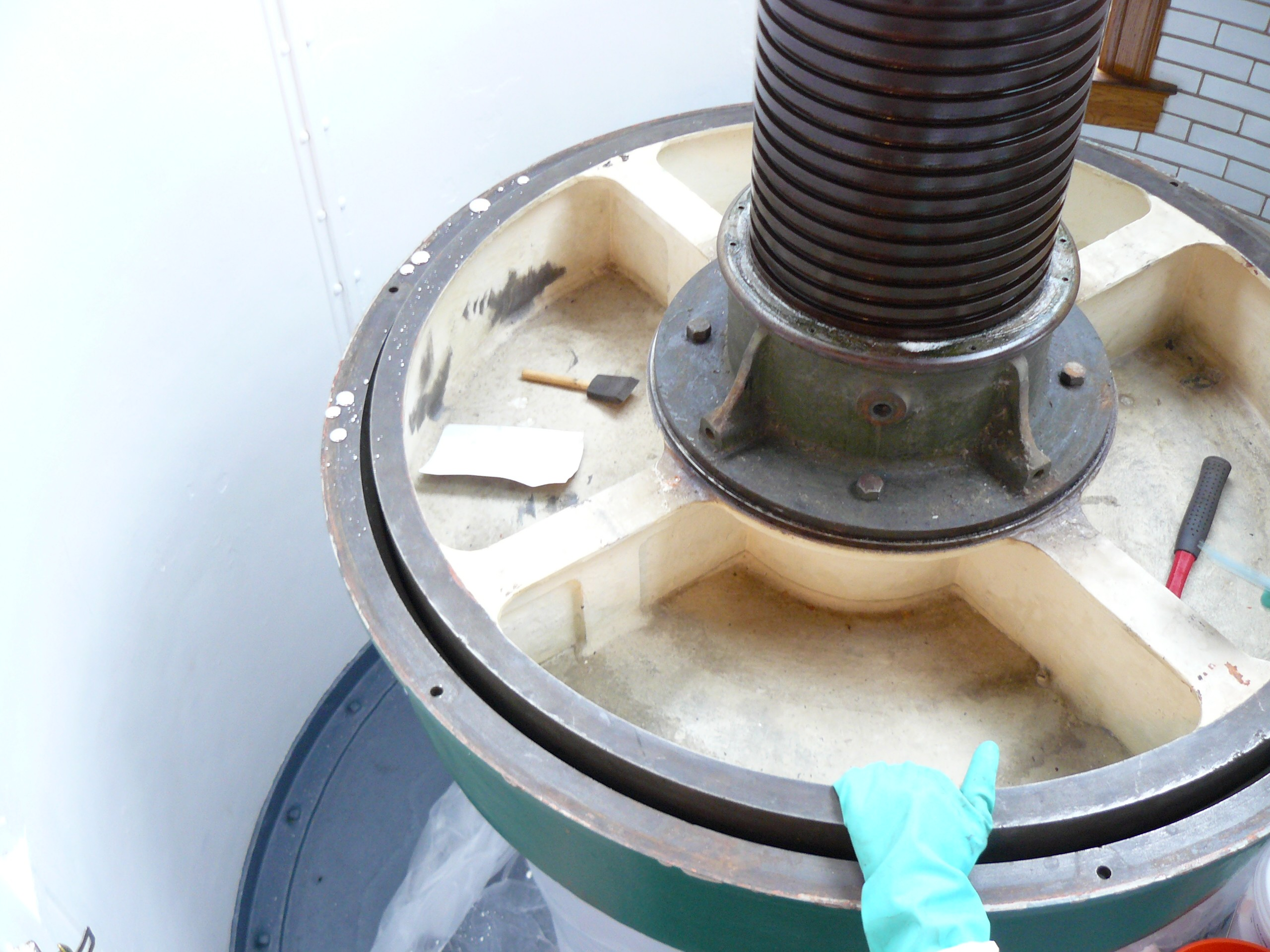
حوض الزئبق الذي تطفو عليه العدسة
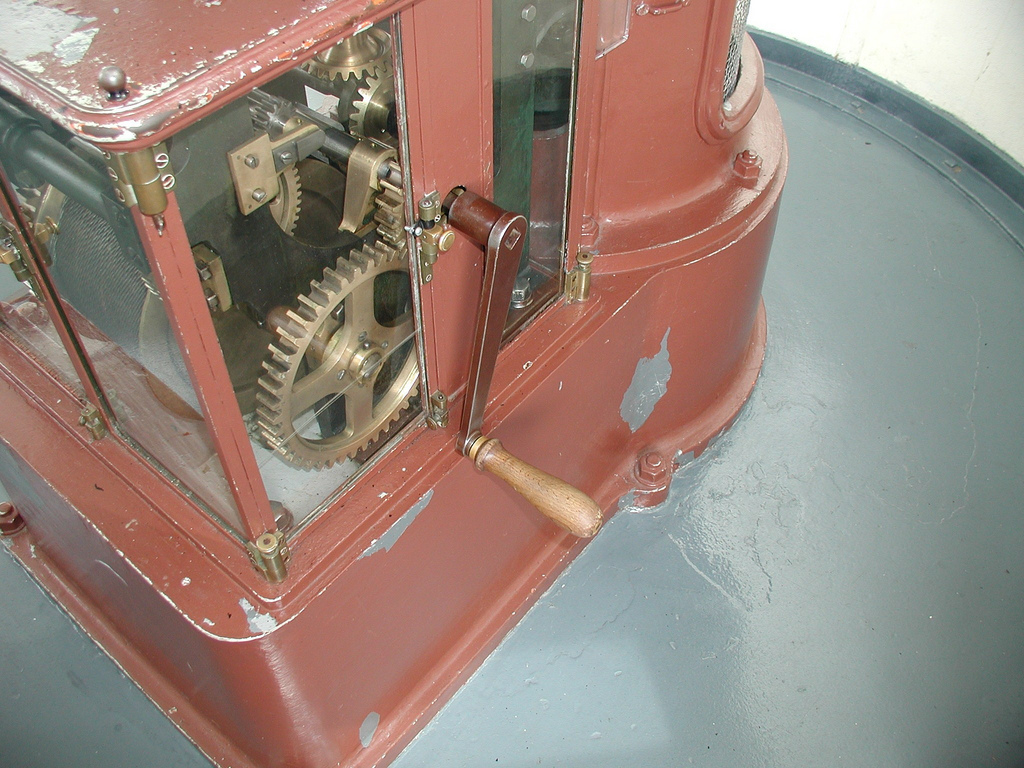
ذراع تدوير العدسة